# アカリク
株式会社アカリク（英: Acaric Co.,Ltd.）は、大学院生（修士・博士）、ポストドクターをメインターゲットとした人材紹介、合同企業説明会等のキャリア支援事業を主に手がける企業である。
社名の由来は、「アカデミー（大学院）」と「リクルート（就職）」である。
「知恵の流通の最適化」をコーポレートミッションとしている。

## 企業
株式会社D・F・Sとして2002年に創業。当初は広告業務、様々な企業のブランディングを業務とした。
2006年に大学院生を対象とした人材コンサルティング事業開始。2007年4月1日に大学院生向けのフリーペーパー『アカリク』を4月・7月・10月・1月に発行される季刊誌として創刊。
2010年5月に現名称へと商号を変更。

### 沿革
- 2002年（平成14年） - 前身となる株式会社D・F・Sを創業。

## 事業

### フリーペーパー『アカリク』
アカリクは「大学院生が持つ高い能力を社会で活かすためのきっかけを作りたい」という想いから作られた。民間企業へ就職する大学院修了者や大学院に関わる者の言葉を通じて、研究職以外のキャリアをイメージできない大学院生に、多様なキャリアプランがあることを提示する雑誌だった。メインはインタビュー記事で、サブコンテンツとして、コラムやアンケートなどを掲載。創刊号は全国810ヶ所の大学生協や就職課、自治会などを通じて、計5,000部を配布した。
2008年3月にはフリーペーパーに代わる形で後述の『アカリクWEB』を開いた。

## 書籍情報
- 『大学院生、ポストドクターのための就職活動マニュアル』（亜紀書房、2010年9月15日）、ISBN 978-4750510149